# Accurx
Accurx est une entreprise britannique de logiciel opérant dans le secteur de la santé.
L'entreprise a été cofondée par Jacob Haddad et Laurence Bargery, qui se sont rencontrés et ont ensuite fondé l'entreprise au sein de Entrepreneur First en 2016.
Le principal produit d'Accurx est Chain SMS, un programme de messagerie utilisé par les médecins généralistes pour communiquer avec les patients,. Le programme fonctionne sur des ordinateurs de bureau et envoie des messages texte SMS. Il peut s'intégrer avec certains logiciels utilisés dans les cabinets de médecins généralistes—SystmOne et EMIS Health. Chain SMS a été lancé en février 2018 et, en février 2019, était utilisé dans plus de 1 400 cabinets de médecins généralistes au Royaume-Uni. Depuis la pandémie de COVID-19 au Royaume-Uni, Accurx a intégré un système de visiophonie dans Chain SMS, utilisant Whereby, et, par la suite, "plus de 90 % des cliniques de soins primaires en Angleterre l'utilisent désormais" pour les rendez-vous en ligne.
Les messages SMS de Chain SMS apparaissent sous le nom "GPSurgery" par défaut.
Les Hôpitaux universitaires de Leicester NHS Trust ont utilisé la fonctionnalité de messagerie SMS d'Accurx en 2022 pour communiquer avec les patients via SMS et leur demander s'ils avaient toujours besoin de leur premier rendez-vous ou d'un rendez-vous de suivi en retard. 10 % ont répondu qu'ils n'avaient plus besoin du service.
Son système de visualisation centré sur le patient, Record View, a été lancé en mai 2022. Il permet aux cliniciens de consulter un résumé en lecture seule du dossier médical d'un patient avec l'autorisation explicite du patient.